# 聖馬查爾大教堂

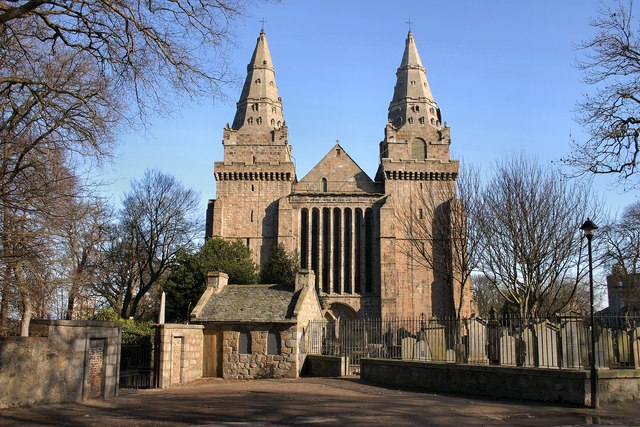
聖馬查爾大教堂

聖馬查爾大教堂（英語：St Machar's Cathedral）是蘇格蘭教會的一座教堂，位於蘇格蘭阿伯丁市中心的北部。雖然名為「cathedral」，聖馬查爾大教堂並不是主教座堂，因為其自1690年之後就沒有主教座。

## 外部連結
- St Machar's Cathedral website （页面存档备份，存于）